# Emanuel Bořický

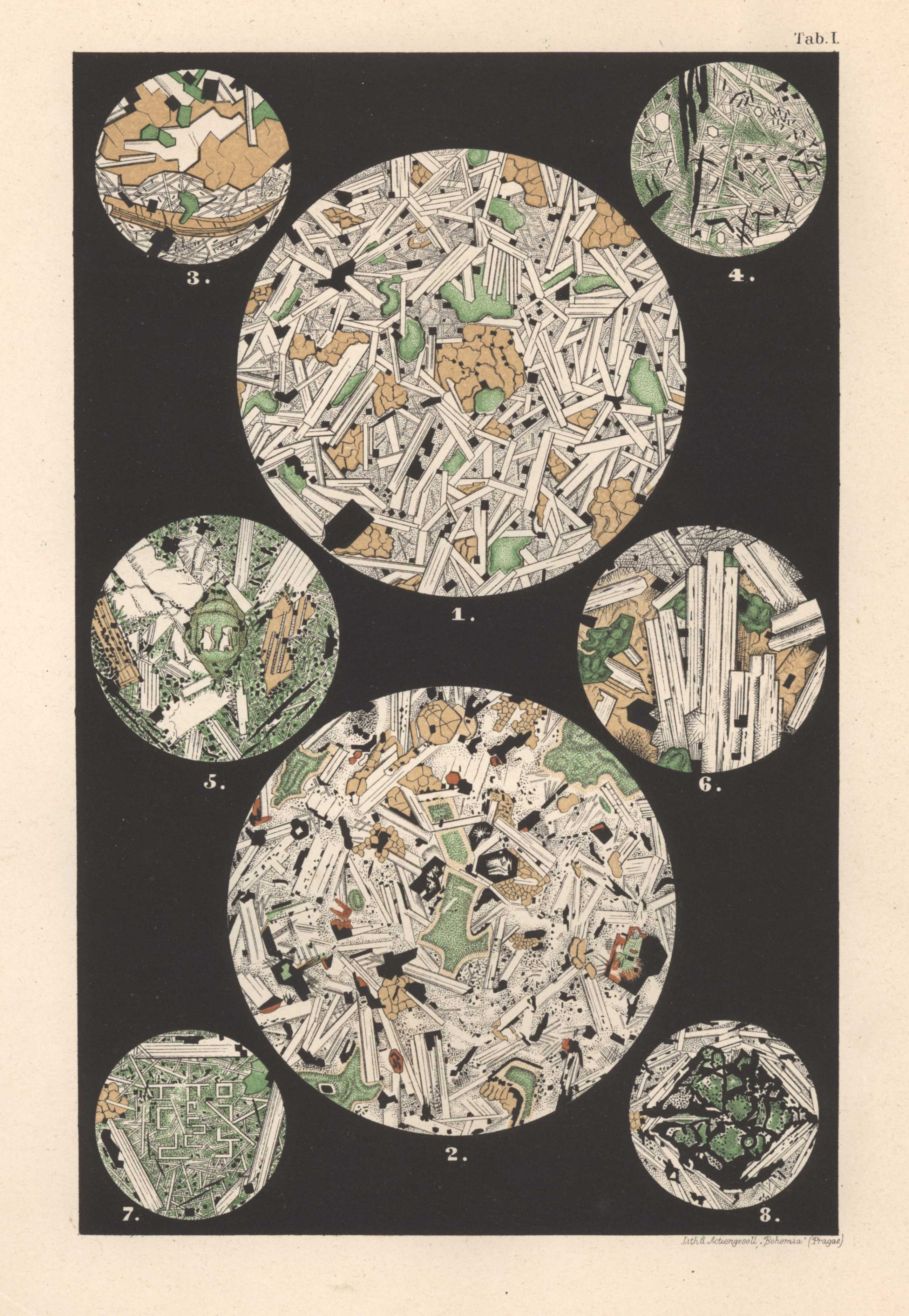
Emanuel Bořický: Petrographische Studien an den Melaphyrgesteinen Böhmens. Prag 1876 [Archiv der naturw. Landesdurchforschung von Böhmen, III. Bd. II. Abtheilung II. Heft

Emanuel Bořický (11. prosince 1840 Milín u Příbrami – 27. ledna 1881 Praha) byl český profesor mineralogie a geologie na dnešní Univerzitě Karlově v Praze. Je zakladatelem české petrografie a geochemie a světově uznávaným petrografem a mineralogem.

## Život
Emanuel Bořický se narodil 11. prosince 1840 v Milíně na Příbramsku, kde je také umístěna jeho pamětní deska. Jeho otec byl učitelem. Přestože byl od svých pěti let sirotkem, podařilo se mu za podpory příbuzných vystudovat. Zemřel tragicky na zamrzlé řece 27. ledna 1881. Jeho dílo bylo dokončeno po jeho smrti spolupracovníky.

## Studia
Vystudoval na filozofické fakultě Karlovy univerzity v Praze přírodní vědy a chemii. Již během studia působil v letech 1866–1868 jako asistent mineralogického oddělení Musea Království českého a asistent mineralogického ústavu University u prof. Zerpharoviche. Po úspěšném ukončení studia byl 29. září 1868 jmenován profesorem malostranského reálného gymnázia, krátce před tím se 6. září 1868 oženil s Otýlií Němečkovou a založil rodinu, z 5 dětí se 3 dožily dospělosti.. Věnoval se při tom soukromě badatelské práci v oblasti petrografie a mineralogie. Finančně si polepšil, když získal místo kustoda mineralogických sbírek Musea Království českého. Krátce poté se jako soukromý docent petrografie habilitoval na Karlově univerzitě, kde byl brzy jmenován mimořádným profesorem mineralogie. Roku 1880, kdy již patřil k absolutní světové špičce v oboru petrografie, se stal profesorem řádným. V současnosti je na jeho počest udělována nejlepším vědcům z oblasti petrologie, mineralogie a geochemie medaile nesoucí jeho jméno: Medaile Emanuela Bořického (anglicky Award of Emanuel Bořicky Medal).

## Práce
Emanuel Bořický pracoval v éře velmi rychlého rozvoje petrografie a po zavedení studia hornin (zpočátku zejména magmatických) studoval vzorky ve výbrusech pomocí polarizačního mikroskopu. Pracoval bez jakéhokoli zázemí a horniny zkoumal ve výbrusech, které si sám ve svém bytě vyráběl zdlouhavým namáhavým ručním broušením. Přesto se mu díky své cílevědomosti a píli během krátkého času podařilo podrobně petrograficky zpracoval několik skupin magmatických hornin z Čech.
Nejvýznačnější jsou jeho monografie o čedičích, znělcích, melafyrech a porfyrech. Napsal ale i řadu prací mineralogických, včetně učebnic mineralogie. Nejvíce však Bořický proslul vypracováním mikrochemických metod pro určování minerálů v horninových preparátech a zejména kvůli těmto novým metodám jej navštěvovala řada zahraničních badatelů.

## Důležitá životní data
- 1865: jmenován asistentem mineralogického oddělení Muzea Království českého, dnes Národní museum.
- 1866 – 1868: asistent mineralogie na univerzitě v Praze / u profesora Zepharoviche/
- 1868: habilitace, doktor filozofie.
- 1869: jmenován kustodem mineralogických sbírek Musea Království českého , dnes Národního muzea.
- 1871: mimořádný profesor mineralogie na Univerzitě Karlově v Praze.
- 1880: řádný profesor mineralogie na pražské univerzitě.
- 27. ledna 1881: ve věku 40 letech zemřel na následky vnitřního zranění, které utrpěl pádem při přecházení zamrzlé Vltavy. Jeho rozsáhlou a významnou práci shrnul a vydal jeho asistent Josef Klvaňa – "Porfyry a porfyrity křemenné" v roce 1881.

## Odkaz
Emanuel Bořický ve svých pracích popsal několik nových minerálů, zejména fosfátů z ložisek železných rud ze Středočeského kraje. Vynalezl silikofluoridové mikrochemické metody určování minerálů a patřil k průkopníkům mikroskopického výzkumu hornin.
Profesor Emanuel Bořický je zakladatelem české petrografie a geochemie, ale je i symbolem badatelského úsilí, překonávajícího skromné podmínky práce a vedoucího k světově významným vědeckým výsledkům při studiu minerálů a hornin. Na jeho počest je proto Přírodovědeckou fakultou Univerzity Karlovy od roku 1965 udělována Medaile Emanuela Bořického význačným domácím i světovým badatelům v oborech petrologie, mineralogie a geochemie. Jeho plaketa je umístěna na schodišti v mezaninu druhého patra budovy Albertov 6 v Praze.
Klasikové evropské mikroskopické petrografie, jako byli prof. Ferdinand Zirkel a Harry Rosenbusch, si erudice i badatelských výsledků Emanuela Bořického vysoce cenili. V cizině se mu tak za jeho krátkého, ale velmi plodného života dostalo většího uznání než doma.

## Seznam nejznámějších děl
- O Delvauxitu z Nenačovic v Čechách, Živa, 1867
- O čedičích, znělcích, melafyrech a porfyrech českých, Archiv pro přírodovědecké prozkoumání Čech II., II., IV.
- Drobnohledná kvalitativní analysa pomocí kyseliny křemíkofluorovodíkové, Archiv pro přírodovědné prozkoumání Čech, III.

## Bořickýit

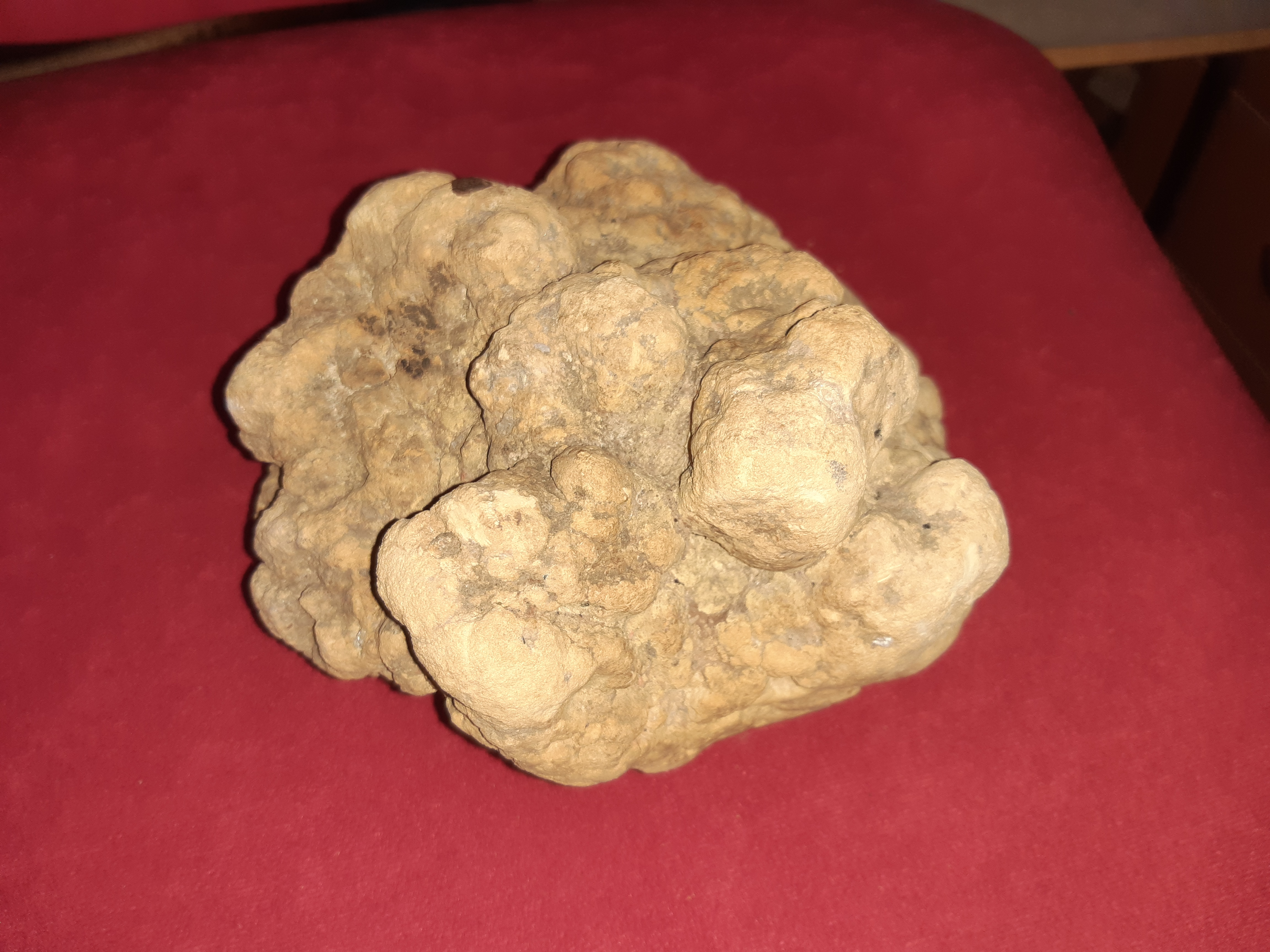
Minerál bořickýit

Anglický mineralog James Dana, autor díla Mineralogie, popsal v roce 1868 nový fosforečnan a pojmenoval jej po Bořickém jako bořickýit. Podle chemické analýzy z roku 1979 je však bořickýit chemicky totožný s již dříve popsaným delvauxitem.